# Myghtuckpassu
Myghtuckpassu, indijansko selo konfederacije Powhatan, koje se 1608. godine nalazilo na južnoj obali rijeke Mattapony, na području današnjeg okruga King William u Virginiji.
Spominje ga Smith (1629) u Va. I, map, repr. 1819.